# Пассифлора нежнейшая
Пассифлора нежнейшая, или Бана́новая гранади́лла, или Страстоцве́т мягча́йший, или Куру́ба, или Та́хо (лат. Passiflora tripartita var. mollissima) — древовидная лиана семейства Страстоцветные, дающая съедобные плоды. Вид рода Страстоцвет.

## Этимология
На Гавайях это растение называется 'banana poka'. 
 В Латинской Америке известно как: curuba, curuba de Castilla, или curuba sabanera blanco (Колумбия); tacso, tagso, tauso (Эквадор); parcha (Венесуэла), tumbo или curuba (Боливия); tacso, tumbo, tumbo del norte, trompos, или tintin (Перу). 
В  растение используется в озеленении под названием «softleaf passionflower» («пассифлора мягколистная»).

## Ботаническое описание

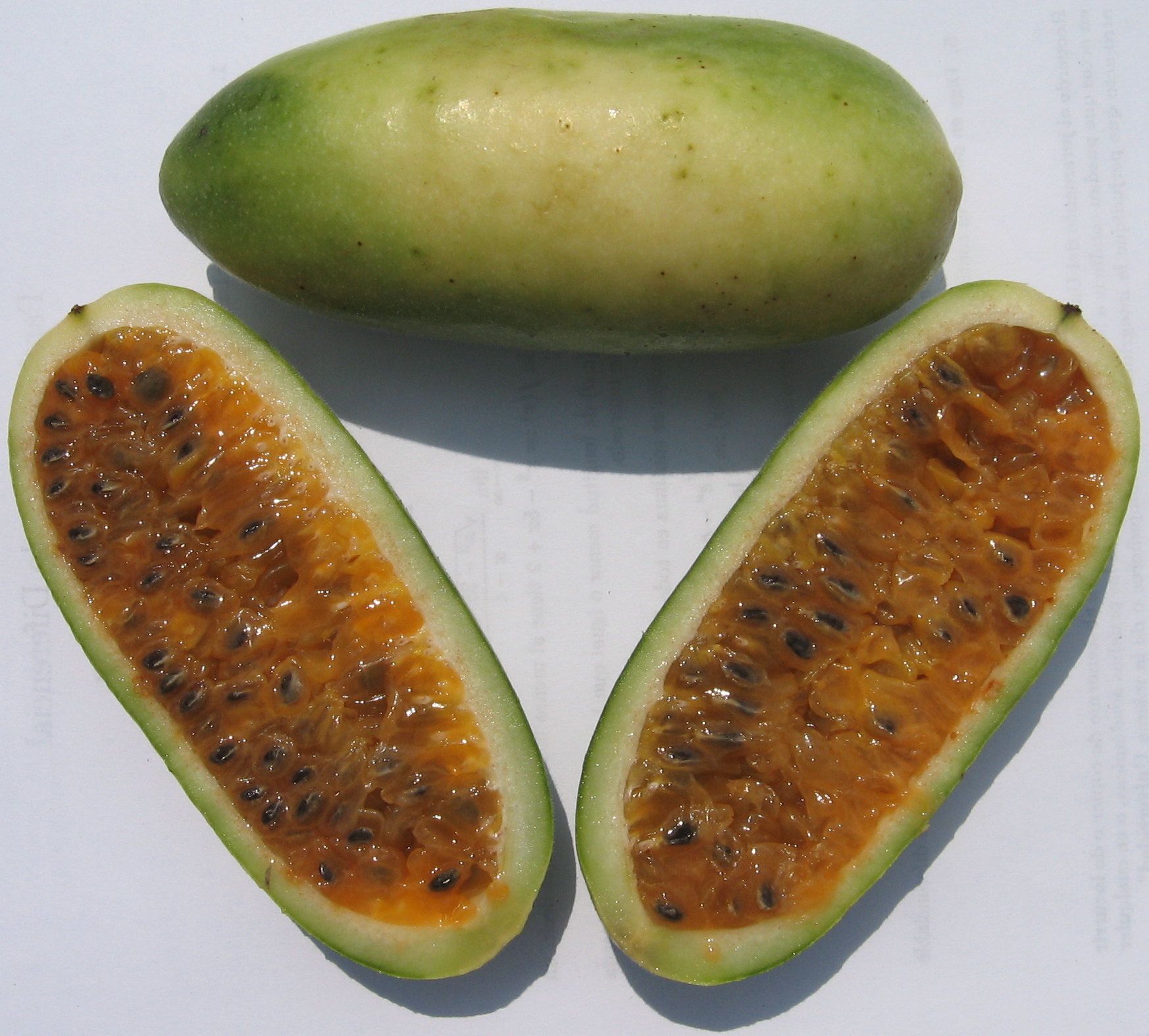
Фрукты обычно едят сырыми с косточками или без них. Этот вид гораздо реже используется для производства сока, чем маракуйя.

Банановая гранадилла — лиана длиной до 6—7 м, вьющаяся вокруг опоры.
Цветки поникающие, нежной розовой окраски, 7-8 см в диаметре, без запаха. Лучи короны слаборазвиты и тоже розовые.
Плоды овальные, 5—12 см длиной и 3—4 см шириной, с толстой бледно-жёлтой или тёмно-зелёной кожурой. Плод весит 50 — 150 г. Внутри содержится ароматная оранжево-коричневая терпко-сладкая мякоть с многочисленными маленькими чёрными семенами, напоминающими семена граната.
В последнее время классифицируется как разновидность другого вида страстоцвета — Страстоцвета трёхчастного — Passiflora tripartita (Juss.) Poir. var. mollissima (Kunth) Holm-Niels. & P.Jørg..

## Распространение
Банановая гранадилла встречается, как в диком виде, так и в культуре, в Колумбии, Венесуэле, Боливии, Эквадоре и Перу. В настоящее время культивируется также в Индии и Новой Зеландии.
Этот вид распространён в Андах на высоте от 1800 до 3200 м и хорошо приспособился к высотам в 1200—1800 м на Гавайях и в Новой Зеландии. Выдерживает краткие понижения температуры до −2 °C.

## В культуре

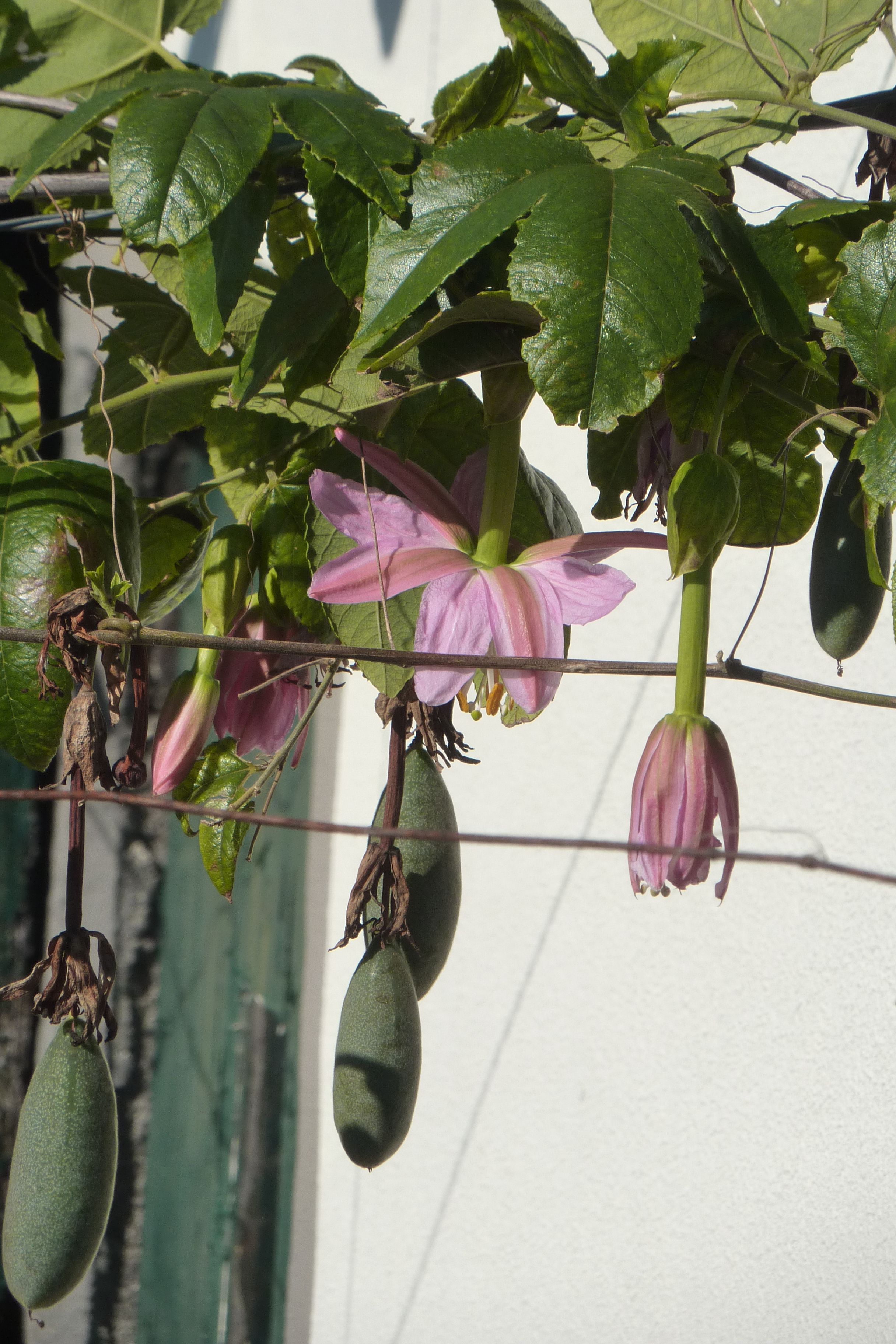
Плодоносящее растение пассифлоры банановой

Полагают, что растение было введено в культуру незадолго до Испанского Завоевания. В настоящее время широко распространено в культуре. Плоды обычны в продаже на местных рынках.
Свежие семена прорастают 2—3 недели при комнатной температуре, старые всходят намного дольше. 

Сеянцы пересаживаются в возрасте 3 месяцев и формируются на шпалере 2 м вышиной. При расстоянии между растениями 2 м, на одном гектаре размещается 1500 растений. Плодоносить начинает в возрасте 2 лет. В Колумбии урожай составляет 200—300 плодов с растения (500000—750000 плодов с гектара, или около 31000—47000 кг/га). В Индии средняя урожайность составляет 40—50 плодов с растения, начиная с 6 года после посадки. 
В Колумбии плодоношение практически непрерывное. В Новой Зеландии плодоношение с марта по октябрь.
Оптимальные условия для развития растений от 15°С до 20°С при наличии высокой влажности почвы и относительной влажности воздуха. При температуре от 25°С до 30°С бутоны развиваются только в тени листьев, а на солнце засыхают. Выше 30°С бутоны не развиваются, а молодые листья получают ожоги. В открытом грунте Пассифлора нежнейшая удовлетворительно растёт на юге России только в годы с холодным летом, но плоды завязываются поздно и не успевают созреть. Она переносит небольшие морозы до −2°С.

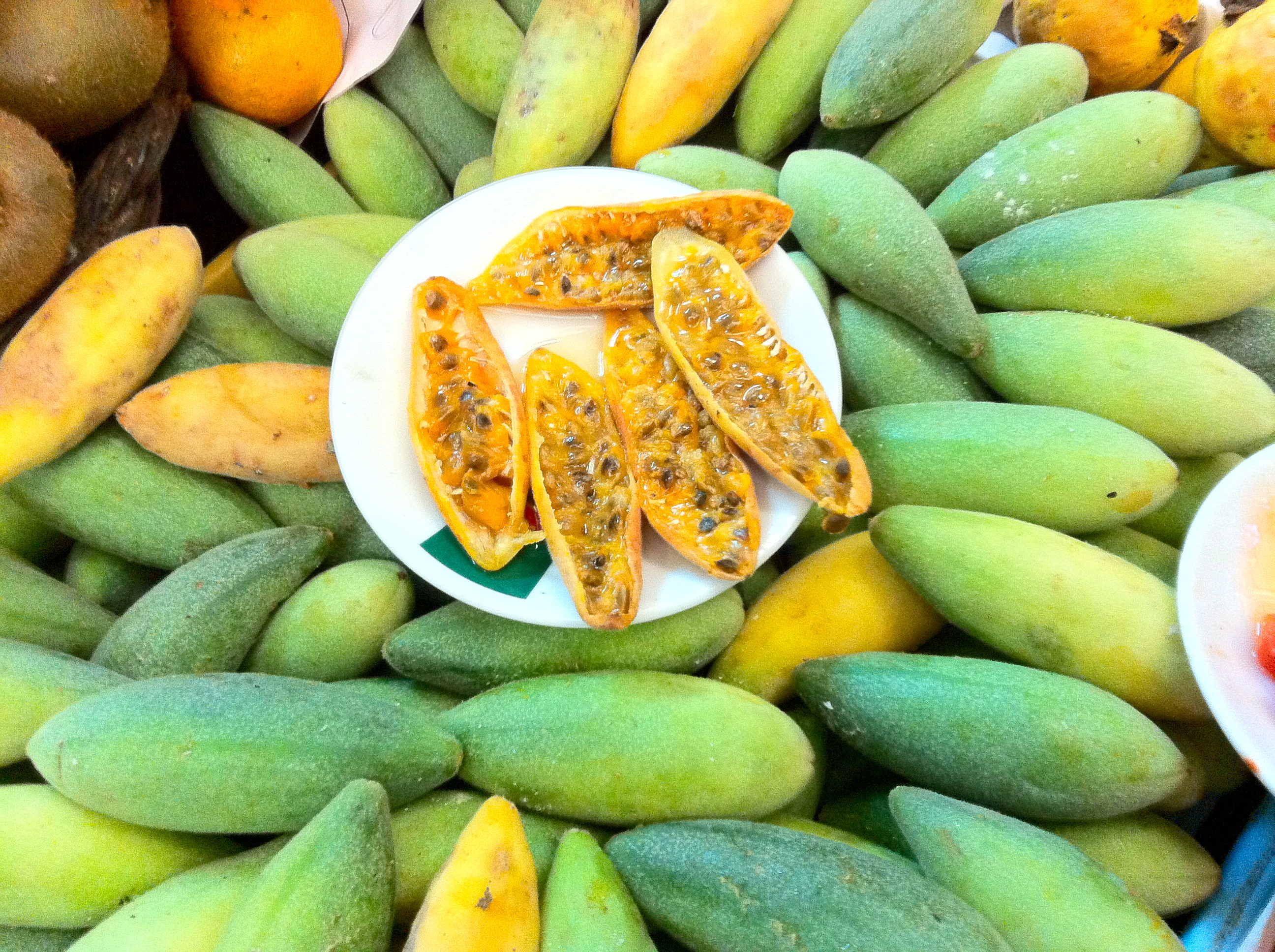
Фрукты на рынке.

Мякоть употребляется в свежем виде или для извлечения сока. В Колумбии процеживают мякоть для удаления семян и смешивают её с молоком и сахаром или добавляют её в желе. В Эквадоре мякоть используется в приготовлении мороженого.

## В комнатном цветоводстве
Пассифлору нежнейшую, как и другие виды пассифлор, можно выращивать дома как комнатную лиану. Растениям требуется опора. Нуждается в обрезке весной и подкормке полными минеральными и органическими удобрениями в период вегетации и активного роста. Растение быстрорастущее, побеги достигают 5—7 м в длину. С возрастом побеги древеснеют. Цветёт в весенне-осенний или летне-осенний период (апрель - октябрь), цветение обильное. Цветки коралловой или розовой окраски, 7—8 см в диаметре, без запаха, многочисленные, недолговечные, находятся в пазухах листьев. Бутоны образуются только на молодых побегах. Плоды в комнатных условиях не завязываются.
Оптимальная температура содержания +15...+20°С, при условии повышенной влажности воздуха и почвы. Хорошо цветёт и растёт на солнечных местах, нуждается в проветривании. В полутени цветёт скудно, в тени вовсе отсутствует цветение. Не выносит продолжительного пересушивания почвы. При температуре воздуха выше +25 испытывает угнетение, особенно при низкой влажности воздуха. При температуре воздуха выше +30°С растение получает сильные ожоги, бутоны не образуются, листья деформируются, а при продолжительном нахождении на солнечном месте при такой температуре пассифлора банановая может погибнуть. Бутоны чувствительны к резким перепадам температур, часто опадают, если воздух в комнате сухой.
В комнатных условиях размножают семенами и полуодревесневшими черенками. Семена высевают в рыхлый, питательный грунт на глубину 5 мм. Всходы появляются в течение 2-3 недель, но старые семена прорастают значительно дольше. Сеянцы зацветают на второй год выращивания. В домашних условиях плоды получить практически нереально, для получения плодов требуется опыление цветков совместимой пыльцой. Но нужно помнить, что пассифлоры при половом (семенном) размножении не сохраняют свойств материнских растений, поэтому экземпляр, выращенный из семян, с малой долей вероятности может оказаться самоопыляемым.
Черенки укореняются неплохо. Для размножения берут зрелые побеги, которые укореняют в парничке или в воде. Не рекомендуется брать верхушечные черенки, так как они почти не укореняются.

## Пищевая ценность
- Калории -	25
- Вода — 92.0 г
- Белки — 0.6 г
- Жиры — 0.1 г
- Углеводы — 6.3 г
- Волокно — 0.3 г
- Зола — 0.7 г
- Кальций — 4 мг
- Фосфор — 20 мг
- Железо — 0.4 мг
- Рибофлавин — 0.03 мг
- Ниацин — 2.5 мг
- Аскорбиновая кислота — 70 мг[2]

## Болезни и вредители
При плохом дренаже некоторые плантации страдают от нематод (Meloidogyne). Листья и молодые побеги могут поражаться некоторыми видами Empoasca, Dione или Agraulis; листья и плоды повреждаются клещами рода Tetranychus; в цветочных почках развиваются личинки Hepialus. Heteractes, Asterinia, Colletotrichum и Nyssodrys поражают побеги. Недостаток бора вызывает растрескивание плодов.